# Samuel Cutler Ward
Samuel Cutler Ward (New York, 27 gennaio 1814 – Napoli, 19 maggio 1884) è stato un politico statunitense.

## Biografia
Era il figlio maggiore di Samuel Ward III, un banchiere molto rispettato con la ditta Prime, Ward & King, e di sua moglie, Julia Rush Cutler, imparentata con Francis Marion, la "Volpe della palude" della Rivoluzione americana. Suo nonno era il colonnello Samuel Ward Jr.
Quando la madre di Ward morì mentre era studente alla Round Hill School di Northampton, nel Massachusetts, suo padre divenne morbosamente ossessionato dalla salute morale, spirituale e fisica dei suoi figli. Fu solo quando fu studente al Columbia College, dove si unì alla Philolexian Society e dalla quale si laureò nel 1831, che iniziò a conoscere il resto del mondo.
Più imparava, meno voleva diventare banchiere. Convinse suo padre a lasciarlo studiare in Europa. Rimase per quattro anni, padroneggiando diverse lingue, godendosi l'alta società, conseguendo un dottorato presso l'Università di Tubinga e dove incontrò Henry Wadsworth Longfellow, che divenne suo amico per la vita.

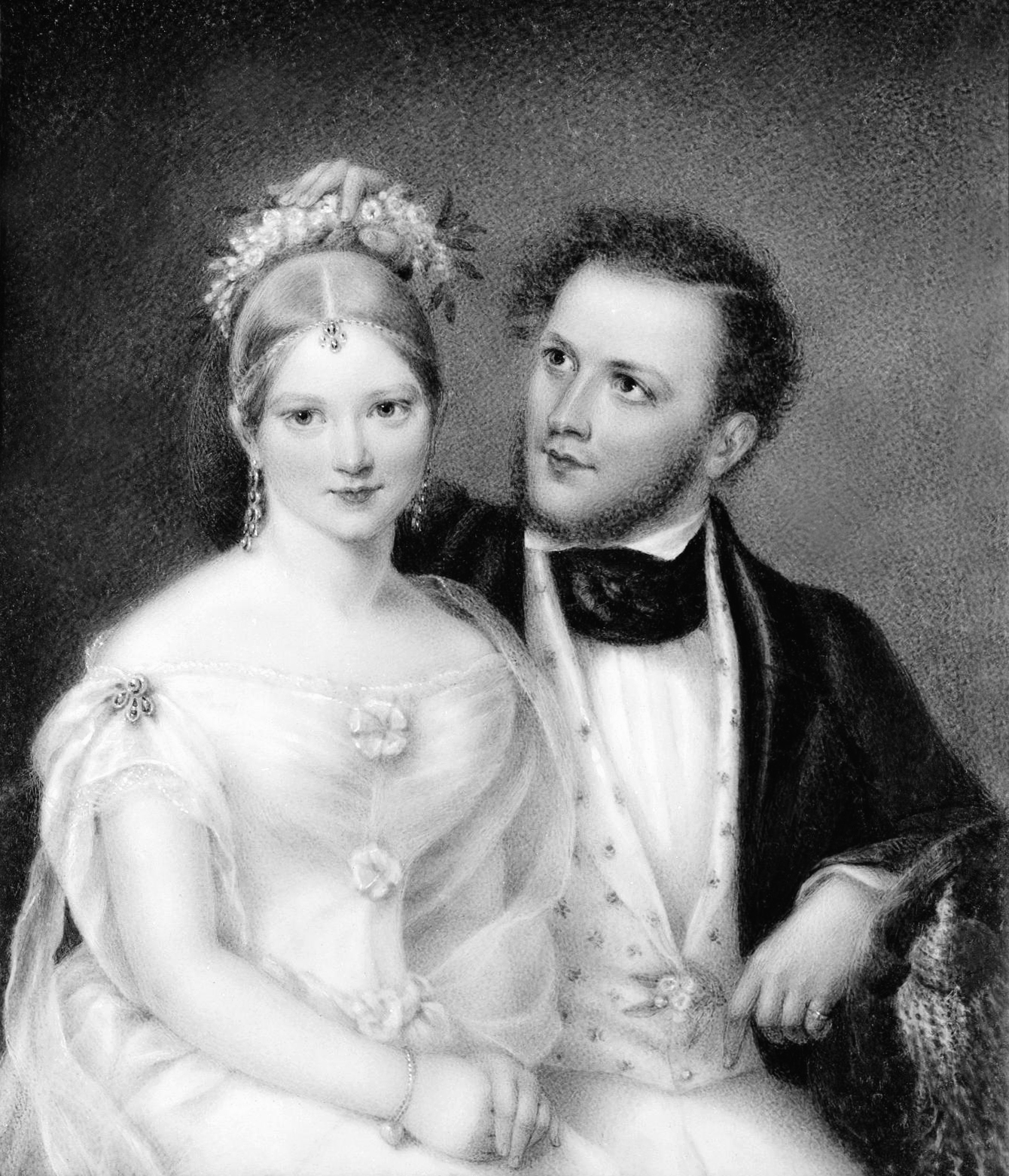
Ann Hall, Mr. and Mrs. Samuel Ward Emily Astor), 1837, Barrytown, New York

## Matrimoni

### Primo matrimonio
Nel gennaio 1838 sposò Emily Astor (1819–1841), figlia maggiore di William Backhouse Astor, Sr. e Margaret Rebecca Armstrong. Ebbero due figli:
- Margaret Astor Ward (1838-1875), sposò John Winthrop Chanler, ebbero undici figli;
- un figlio (1841).

### Secondo matrimonio
Nel 1843, Sam sposò Marie Angeline "Medora" Grymes, figlia di John Randolph Grymes. Ebbero due figli che morirono nel 1860.

## Carriera
Suo padre morì inaspettatamente nel novembre 1839. Successivamente, il fratello di Ward, Henry, morì improvvisamente di febbre tifoide. Nel febbraio 1841, sua moglie diede alla luce un figlio, ma in pochi giorni morirono sia lei che il neonato. Ward divenne esecutore testamentario del patrimonio di diversi milioni di dollari di suo padre, socio ora di una prestigiosa società bancaria, tutore delle sue tre sorelle, vedovo, padre di un bambino a soli 27 anni.
Si risposò nel 1843 e, spinto dalla sua nuova moglie, Ward iniziò a speculare a Wall Street. Nel settembre 1847, il mondo finanziario fu sbalordito dalla notizia che Prime, Ward e Co. (King si era saggiamente ritirato) erano crollati.

### Corsa all'oro in California
Al verde, Ward si unì alla corsa all'oro in California. Aprì un negozio sul lungomare di San Francisco; ha incrementato i suoi profitti nel settore immobiliare; ha affermato di aver guadagnato un quarto di milione di dollari in tre mesi; e perse tutto quando il fuoco distrusse i suoi moli e magazzini. Per un po' ha gestito un traghetto nel deserto della California; alludeva a misteriosi piani in Messico e in Sud America; e tornò a New York come un uomo ricco.
Tornò a speculare e perse di nuovo tutti i suoi soldi. Questa volta ha trovato un posto in missione diplomatica in Paraguay. Quando salpò nel 1859, portò con sé un accordo segreto con il presidente del Paraguay per fare pressioni per conto di quel paese e si diresse a Washington, DC, per iniziare una nuova carriera.

### Washington, DC
Ward era un democratico con molti amici e familiari nel sud. Credeva anche nella graduale emancipazione, che lo mise in contrasto con sua sorella, Julia Ward, che in seguito avrebbe scritto " The Battle Hymn of the Republic", e suo marito, Samuel Gridley Howe. Ma non c'era dubbio che sarebbe rimasto fedele all'Unione. Ha messo la sua tavola a disposizione del suo vicino Segretario di Stato William H. Seward. Le sue cene eleganti, che avevano già cominciato a farsi notare, fornivano la copertura perfetta per nordisti e sudisti in cerca di un terreno neutrale. Nei primi giorni della guerra, Ward viaggiò anche attraverso la Confederazione con il giornalista britannico William Howard Russell, inviando segretamente a Seward lettere piene di dettagli militari per le quali sarebbe stato sicuramente impiccato o fucilato se esposto.
Nel 1862, disse a Seward che si sbagliava a pensare che la Confederazione si sarebbe riunita all'Unione se la guerra fosse stata evitata.
Alla fine della guerra, gli amici di Ward nelle alte sfere, il suo savoir faire, il suo tesoro di aneddoti e ricette e il suo talento per la diplomazia erano di buon auspicio per il suo successo a Washington, dove i carboni erano caldi e pronti per un'era di crescita e corruzione senza precedenti che divenne noto come la "Gilded Age".
Il suo entrée nell'amministrazione Johnson fu il segretario al Tesoro Hugh McCulloch, che, di fronte al colossale compito della ricostruzione finanziaria, chiese aiuto a Ward. Presto si vantò con la sorella di fare pressioni per compagnie assicurative, compagnie telegrafiche, linee di navi a vapore, linee ferroviarie, interessi bancari, interessi minerari, produttori, investitori e individui con crediti. Tutti, esclamò, lo volevano.
Questo era il segno distintivo di ciò che i giornalisti chiamavano "lobby sociale" e, alla fine del 1860, Ward fu acclamato dai giornali di tutto il paese come il suo "Re". Eppure da nessuna parte in quell'epoca di corruzione e scandalo, né nella stampa, né nelle testimonianze del Congresso, né nelle sue lettere o in quelle dei suoi clienti, c'era alcun accenno al fatto che "il Re" avesse mai offerto una tangente, coinvolto in un ricatto o ha usato altri metodi simili per ottenere i suoi fini.

## Morte
Alla fine del 1870, il "Re della Lobby" stava rallentando. Sebbene gli amici lo esortassero a ritirarsi, la verità era che non poteva. Ward era famoso, ma non era ricco. Viveva bene, anzi molto bene, ma con i soldi degli altri. Ma poi la sua fortuna è cambiata ancora una volta. Anni prima, un ricco californiano, James Keene, era stato un adolescente povero e malato che lavorò nei campi d'oro della California e Ward lo aveva curato per riportarlo in salute. Keene non ha mai dimenticato la sua gentilezza. Dopo aver guadagnato con le azioni ferroviarie con in mente il suo buon sammaritano, arrivò nell'Est nel 1878, e diede a Ward una ricompensa per quello che aveva fatto, quasi 750000 $.
Con questo drammatico cambiamento nelle sue circostanze, il "Re" abdicò alla sua corona, si spostò per New York e ingenuamente sostenne persone senza scrupoli che progettarono un nuovo grande resort a Long Island. Con sorpresa di nessuno tranne Ward, il progetto fallì e la sua fortuna svanì.
Per eludere i creditori, Ward salpò per l'Inghilterra. Arrivò a Londra ed è stato subito intrattenuto dai suoi numerosi amici e poi si è trasferito in Italia. Durante la Quaresima del 1884 si ammalò vicino a Napoli. Morì il 19 maggio 1884.
Pochi giorni dopo la sua scomparsa, necrologi sono apparsi su dozzine di giornali negli Stati Uniti e in Inghilterra.
Il libro di poesie di Ward, Lyrical Recreations, sprofondò presto nell'oscurità. I suoi esilaranti resoconti anonimi furono pubblicati in un volume intitolato Sam Ward in the Gold Rush nel 1949. Per anni dopo la sua morte, i clienti del bar ordinarono "Sam Wards", una bevanda che inventò con ghiaccio tritato, una scorza di limone e Chartreuse gialla. I ristoranti hanno portato il pollo Saute Sam Ward nei loro menu per decenni. Locke-Ober a Boston ha servito per anni un piatto chiamato Mushrooms Sam Ward. E il nome di Sam è stato mantenuto vivo dagli studiosi che speculano sull'identità dell'anonimo autore di "Il diario di un uomo pubblico", pubblicato nel 1879.
Anche la lobby sociale che Sam Ward ha perfezionato continua a vivere. Sebbene l'intrattenimento dei lobbisti sia stato circoscritto dalla legislazione, resiste perché, come Sam ha capito, riunire le persone davanti a buon cibo, vino e conversazione rimane un modo fruttuoso di condurre affari.